# Fort de Chartres
Pour les articles homonymes, voir Chartres (homonymie).
 (novembre 2023).
Si vous disposez d'ouvrages ou d'articles de référence ou si vous connaissez des sites web de qualité traitant du thème abordé ici, merci de compléter l'article en donnant les références utiles à sa vérifiabilité et en les liant à la section « Notes et références ».

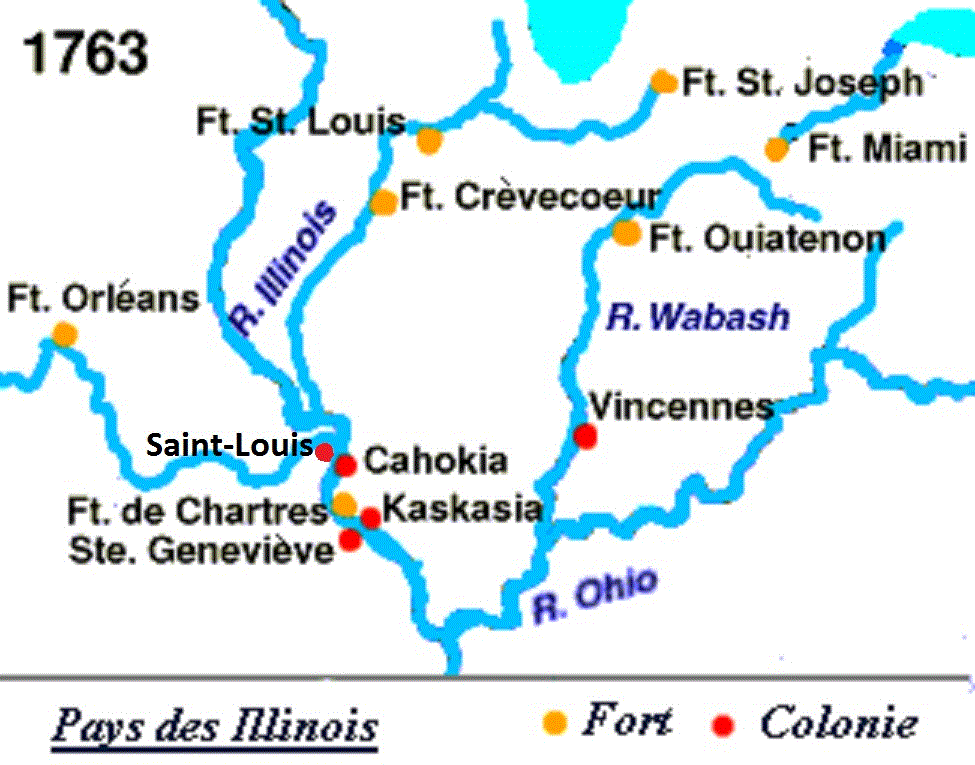
Localisation du fort de Chartres dans le Pays des Illinois à l'époque de la Nouvelle-France.

Le fort de Chartres est un poste français, érigé en 1720 aux abords du Mississippi, et un centre administratif de la région du Pays des Illinois en Nouvelle-France, plus particulièrement en Louisiane. Il fut le siège de plusieurs gouverneurs du Pays des Illinois et de Haute-Louisiane
Les deux forts qui l’ont précédé à proximité ont porté le même nom : ils ont été construits dans les années 1700.
Le troisième fort a partiellement été reconstruit en pierre calcaire, peu avant la fin de la Louisiane française. Cet état est actuellement préservé dans un parc d’État du sud de l’Illinois, dans le comté de Randolph.
Les trois forts tirent leur nom de Louis, duc de Chartres, fils du régent Philippe d’Orléans. L’arsenal du fort, construit en pierre, qui a survécu à la ruine du reste des constructions, est le plus vieux bâtiment de l’État d’Illinois. Le parc accueille chaque année plusieurs reconstitutions civiles et militaires de l'époque.

## Constructions
Le fort en bois est construit en 1718-1720 par un détachement français venu de La Nouvelle-Orléans, commandé par Pierre Dugué de Boisbriant, quand l’administration de l’Illinois passa de la Nouvelle-France à la compagnie des Indes occidentales, qui a son siège à La Nouvelle-Orléans. Il doit surveiller les Amérindiens de la région, notamment les Fox. Sa seule défense est une palissade avec deux bastions aux angles opposés.
Pendant cinq ans, les inondations du Mississippi causent de sérieux dégâts au fort. La construction d’un second fort, plus loin du lit du fleuve, mais toujours dans la plaine ouverte, commence en 1725. Ce fort est aussi défendu par une palissade de pieux, avec un bastion à chacun des quatre angles.
Le deuxième fort se dégrade rapidement, et de sérieuses réparations sont faites en 1742 avec l'arrivée du gouverneur Claude de Bertet. En 1747, la garnison se déplace vers le premier établissement de la région, 25 km plus au sud, à Kaskaskia, avant de chercher un meilleur emplacement de construction pour le fort. Une construction en pierre est envisagée au début des années 1730, après la faillite de la Compagnie des Indes et le retour de la Louisiane à la Couronne. Les deux options étaient un déplacement définitif à Kaskaskia (solution préférée par le gouverneur de La Nouvelle-Orléans), mais le chef du poste préférait le reconstruire près de l’emplacement originel.
Finalement, le commandant du fort de Chartres, Étienne-Martin de Vaugine de Nuisement, opte pour une construction en pierre, près du premier emplacement, et non à Kaskaskia où avait cependant été construit le petit Fort Kaskaskia. Elle commence en 1753 et s’achève en 1756. Les murs de pierre font 3 m de haut et 1 m de large, et protègent une zone de 16 000 m2. La pierre est extraite à quelques kilomètres, et transportée à travers un petit lac.

## Le fort britannique

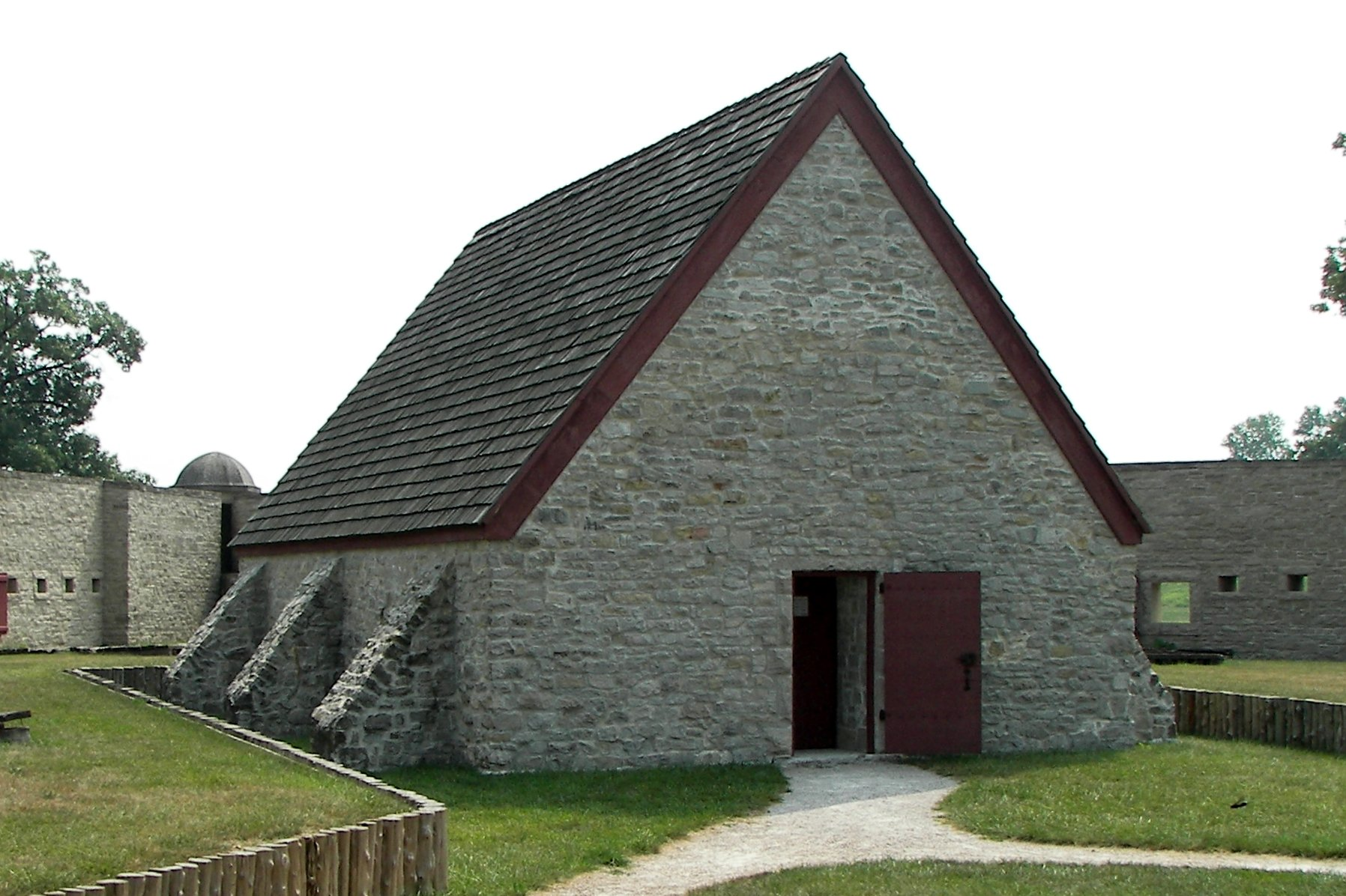
Le magasin à poudre

En 1763 le traité de Paris transfère la Louisiane à la Grande-Bretagne, après avoir servi seulement pendant dix ans. Les Britanniques placent le 10 octobre, 1765 le 42e régiment royal des Highlands en garnison. En 1766, les Britanniques font appel au Canadien Philippe-François de Rastel de Rocheblave pour commander ce fort qu'il connaît bien car il y fut lieutenant sous le régime français.
Par la suite, le fort sera renommé Fort Cavendish. N’accordant pas de valeur à cette position, les Britanniques l’abandonnent en 1771. On demande aux colons canadiens de quitter les lieux ou d'obtenir une licence spéciale pour demeurer.  Beaucoup d'entre eux déménageront à Saint-Louis, fondé par des Canadiens en 1764.

## Ruine et reconstruction

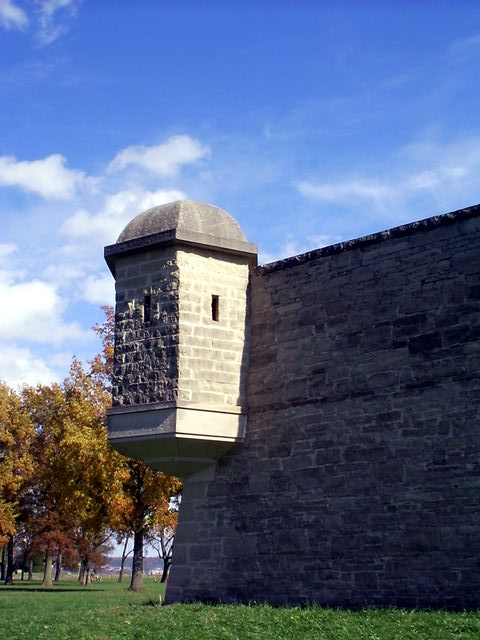
Le bastion fait partie de la reconstruction du fort.

Le Mississippi continue d’affouiller ses rives après le départ des Britanniques, et en 1772 le mur du sud et le bastion tombent dans le fleuve. Les autres murs sont endommagés, et des voyageurs des années 1820 notent que des arbres poussent dessus.
Durant son voyage triomphal aux États-Unis en 1825, le général Gilbert du Motier de La Fayette, son fils Georges Washington de La Fayette et son secrétaire A. Levasseur, passèrent devant ce fort en ruine.
Petit à petit, la pierre des murs est extraite par les habitants de la région, et vers 1900 les murs ont entièrement disparu. Il ne reste alors que le magasin à poudre.
L’État de l’Illinois achète les ruines en 1913 comme site historique et restaure le magasin à poudre en 1917. Les fondations du mur d’enceinte et des bâtiments sont mises au jour dans les années 1920, et l’administration des travaux publics reconstruit les bâtiments de pierre dans la décennie suivante.
L’enceinte du fort est partiellement reconstruite un peu plus tard. Des affiches présentant la technique de construction en bois sont exposées, et les caves et les fondations des autres bâtiments présentés au public, dans un but éducatif.
Aujourd’hui, le site sert de musée et abrite une boutique de souvenirs. Au mois de juin, s’y tient la reconstitution la plus importante et la plus ancienne des États-Unis, qui commémore la culture franco-indienne de la frontière. 
Bien que protégé par des digues, le Mississippi est toujours une menace : lors de la grande inondation de 1993, la digue se rompit et le niveau de l’eau atteignit le sommet des murs.